# El Torrelló
El Torrelló és una muntanya de 236 metres que es troba al municipi del Port de la Selva, a la comarca catalana de l'Alt Empordà.